# Austrodromia breviseta
Austrodromia breviseta är en tvåvingeart som beskrevs av Smith 1962. Austrodromia breviseta ingår i släktet Austrodromia och familjen puckeldansflugor. Inga underarter finns listade i Catalogue of Life.